# محمد اخلاق احمد
محمد اخلاق احمد (اردو: محمد اخلاق احمد؛ ۴ دسامبر ۱۹۷۱ – ۲۵ نوامبر ۲۰۱۶) بازیکن هاکی روی چمن اهل پاکستان بود.